# Setouchi
Setouchi (瀬戸内市?) è una città giapponese della prefettura di Okayama.

## Storia
La città di Setouchi è un accorpamento di tre aree diverse. La zona di Oku (邑久), Ushimado (牛窓) e Osafune (長船). Il porto di Ushimado era famoso durante lo Shogunato Tokugawa (徳川幕府 Tokugawa bakufu?, 1603-1868) come punto di scambio per i commerci con la Corea. Oggi è rinomata località turistica per la navigazione da diporto. La zona di Osafune (長船) era famosa nel XII secolo sotto il nome di Bizen Osafune (備前長船 Osafune, provincia di Bizen) per la produzione di katana, tuttora nella zona sono ancora attivi artigiani ed è possibile visitare il Museo della Spada di Osafune.
Di interesse storico a Osafune anche la zona di Bizen Fukuoka  (備前福岡), rinomato centro commerciale e in seguito centro politico fino all'inizio del periodo Edo, servito dal fiume Yoshii e dal mare interno di Seto. La testimonianza storica del mercato di Fukuoka (福岡の市Fukuoka no Ichi) è registrata nei rotoli delle cronache illustrate (Emaki) di Ippen Shonin (一遍上人), risalenti al XIII secolo. Nel tardo periodo Kamakura fu riedificato il castello di Bizen Fukuoka. Nel medio periodo Muromachi il daimyō che governava la provincia di Bizen prese questo castello ad abitazione, restaurandolo e fortificandolo. In seguito al cambio del corso del fiume Yoshii, la maggior parte della zona di Bizen Fukuoka incluso il castello affondò sotto il fiume.

### Gemellaggi
Setouchi è gemellata con:
- Mytilene, Grecia (1982)
- Horokanai, Hokkaidō, Giappone (1989)
- Tsushima, Nagasaki, Giappone (1996)